# Action Comics 1
Action Comics no 1 (couverture datée de juin 1938) est le premier numéro de la série originale de la bande dessinée Action Comics. Il présente la première apparition de plusieurs héros de bande dessinée, notamment la création de Jerry Siegel et Joe Shuster, Superman. Il a été vendu pour 10 cents (l'équivalent de 2 $ en 2017). Il est largement considéré comme le début du genre des super-héros et la plus précieuse des bandes dessinées dans le monde. Action Comics allait durer 904 numéros (plus des numéros spéciaux hors-série) avant de redémarrer sa numérotation à l'automne 2011. Il retourna à sa numérotation d'origine avec le numéro 957, publié le 8 juin 2016 (couverture datée d'août).
Rare avec moins d'une centaine d'exemplaires connus, la vente d'un numéro bat régulièrement des records de somme. Le 24 août 2014, une copie notée 9.0 par la CCG (Certified Guaranty Company) fut vendue sur eBay pour 3 207 852 $ (dollars américains). Dix ans plus tard, la somme de 6 millions $ est atteinte.

## Publication

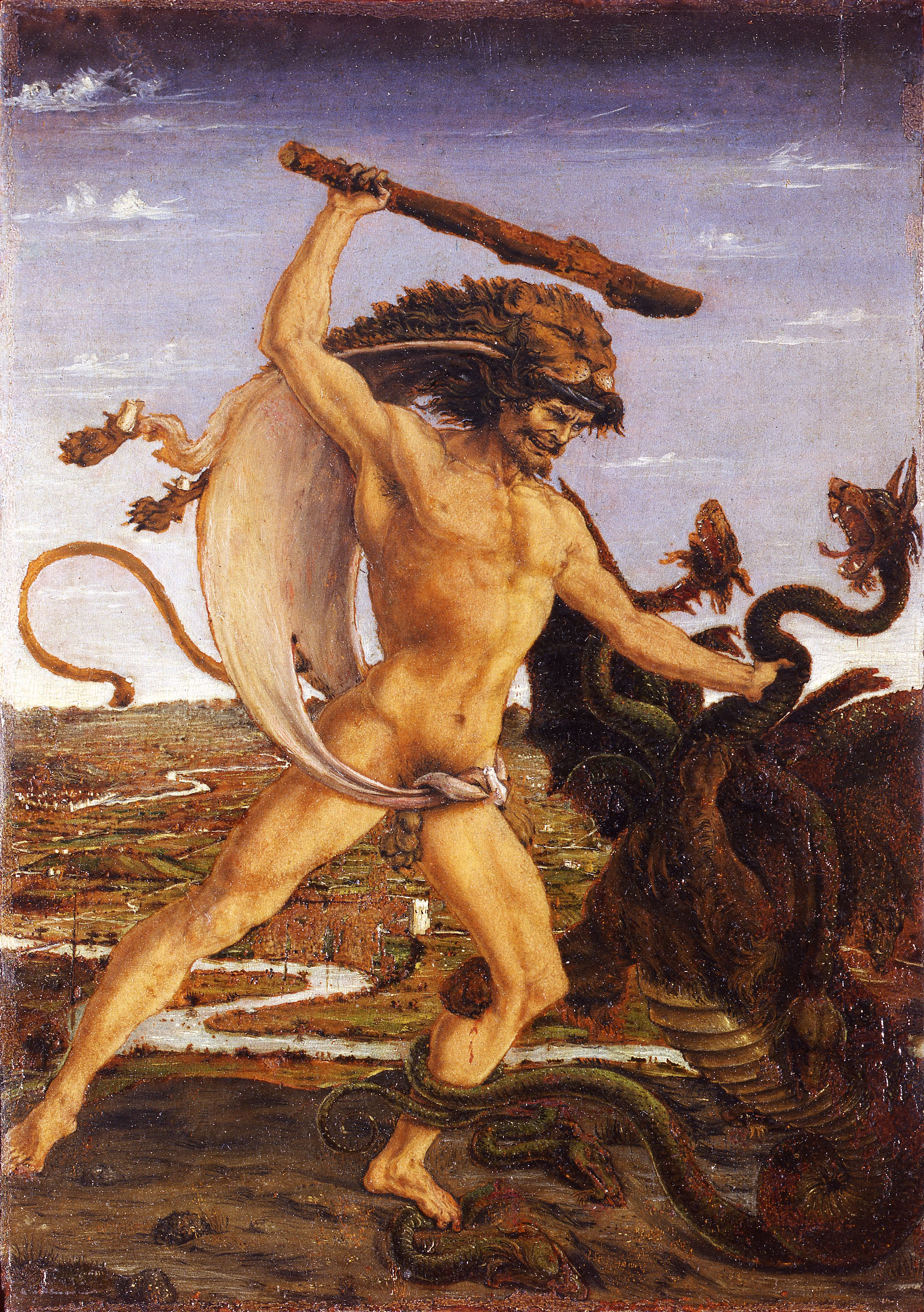
La couverture a été comparée à Hercule et l'Hydre d'Antonio del Pollaiolo.

Publié le 18 avril 1938 (couverture datée de juin), par National Allied Publications, l'entreprise qui a précédé DC Comics, il est considéré comme la première véritable bande dessinée de super-héros ; et si aujourd'hui Action Comics est un titre mensuel consacré à Superman, il a commencé, comme beaucoup des premiers comics, comme une anthologie.
Action Comics a été lancé par l'éditeur Jack Liebowitz. Le premier numéro avait un tirage de 200 000 exemplaires, rapidement épuisé, même s'il a fallu un certain temps pour la National de réaliser que l'histoire de "Superman" était responsable des ventes de la série qui avoisinerait bientôt les 1 000 000 par mois. Jerry Siegel et Joe Shuster ont été payés 10 $ par page, pour un total de 130 $ pour leurs travaux sur le numéro. Liebowitz dira plus tard que la sélection de Superman, pour être présent dans Action Comics n°1, était un « pur hasard » basé sur la pression dû à la date limite, et qu'il a choisi une couverture « excitante », représentant Superman levant une voiture au-dessus de sa tête. Christopher Knowles, auteur de Our Gods Wear Spandex: The Secret History of Comic Book Heroes, compare la couverture à Hercule et l'Hydre d'Antonio del Pollaiolo,.

### Contenu
Action Comics n°1 était une anthologie qui contenait onze histoires :
- Superman (p.1-13) par Siegel et Shuster.
- Chuck Dawson (p.14-19) par H. Fleming.
- Zatara Master Magician (p.20-31) par Fred Guardineer.
- South Sea Strategy (texte, p.32-33) par Captain Frank Thomas.
- Sticky-Mitt Stimson (p.34-37) par Alger.
- The Adventures of Marco Polo (p.38-41) par Sven Elven.
- Pep'Morgan (p.42-45) par Fred Guardineer.
- Scoop Scanlon the Five Star Reporter (p.46-51) par Will Ely.
- Tex Thompson (p.52-63) par Bernard Baily.
- Stardust (p.64) par "The Star-Gazer".
- Odds 'N Ends (intérieur de la quatrième de couverture) par "Moldoff" (Sheldon Moldoff).

## Superman

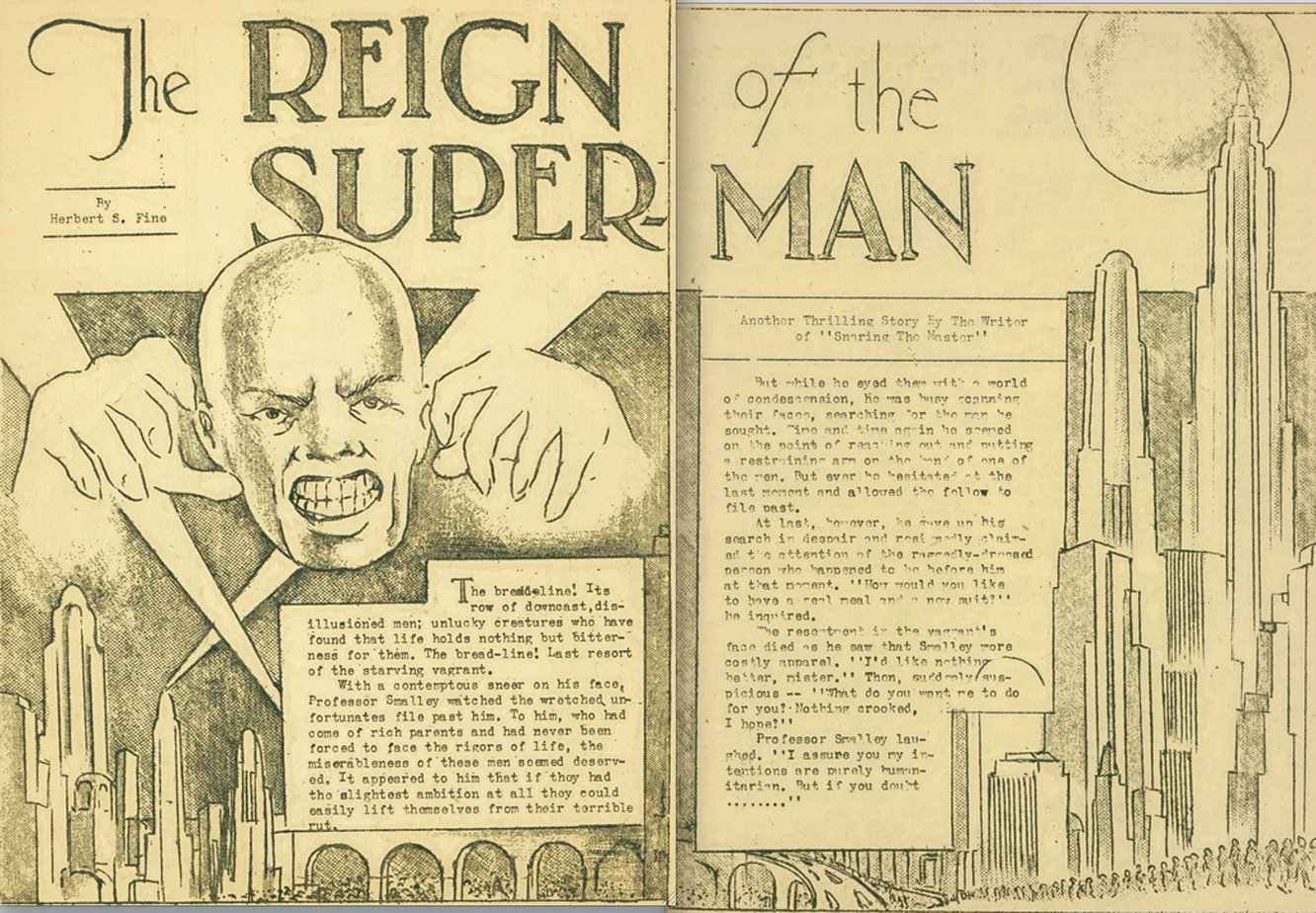
The Reign of the Superman (1933)

En janvier 1933, Jerry Siegel a écrit une histoire courte intitulée « The Reign of the Superman », qui a été illustrée par son ami Joe Shuster et auto-publiée dans un magazine de science-fiction. Il raconte l'histoire d'un méchant chauve avec des pouvoirs télépathiques. En essayant de créer un personnage qu'ils pourraient vendre à la presse en syndication, Siegel re-conçu le personnage de "superman" comme un héros puissant, envoyé dans notre monde par une société plus avancée. Shuster et lui développèrent l'idée pour un comic strip, qu'ils tentèrent de lancer en vain.
National Publications était à la recherche d'un futur succès pour accompagner leur réussite avec Detective Comics et n'avait pas le temps de trouver de nouveaux matériaux. Jack Liebowitz, le copropriétaire de National Publications, a demandé à l'éditeur Vin Sullivan de créer leur quatrième série de bandes dessinées. En raison de l'échéancier serré, Sullivan a été forcé de puiser en dehors de l'inventaire et des stocks de pages disponibles. Il a trouvé un certain nombre d'histoires d'aventuriers, mais il avait besoin d'une histoire principale. Sullivan a demandé à un ancien collègue de travail, Sheldon Mayer s'il pouvait l'aider. Mayer trouva le comic strip rejeté de Superman, et Sullivan dit à Siegel et Shuster que s'ils pouvaient leur fournir une bande dessinée de 13 pages, il la leur achèterait.
Les cases d'origine ont été réécrites et redessinées pour créer la première page de Action Comics n°1 :
1. Superman bébé est envoyé sur Terre par son père scientifique, dans une "vaisseau spatial conçu à la hâte", d'une « planète lointaine » qui « a été détruite par son âge avancé ».
2. Après que le vaisseau spatial a atterri sur la Terre, « un automobiliste découvre le bébé qui dort à l'intérieur et confie l'enfant à un orphelinat ».
3. Le bébé Superman soulève une grande chaise d'une seule main, stupéfiant les membres du personnel de l'orphelinat avec « ses exploits de force ».
4. Quand Superman (désormais nommé Clark Kent) arrive à maturité, il découvre qu'il peut sauter 1/8 de mile (200 m), bondir par-dessus un bâtiment de 20 étages, "soulever un poids énorme", courir plus vite qu'un train et que « rien ne peut pénétrer sa peau ».
5. Clark décide qu'il « doit tourner sa force titanesque dans des domaines qui aident l'humanité, et ainsi fut créé "Superman", le champion des opprimés.... »[10].

Deux nouvelles cases offrant une "explication scientifique à l'incroyable force de Clark Kent" ont été ajoutées. Les cases ne nomment pas la planète d'origine de Superman et n'expliquent pas comment il a été nommé Clark Kent.
Les douze pages suivantes ont montré Superman tentant de sauver une femme innocente sur le point d'être exécutée, tout en offrant la véritable meurtrière, ligotée et bâillonnée, et en la laissant sur la pelouse de la résidence du Gouverneur d’État après avoir forcé la porte de sa maison avec une confession signée ; venir en aide à une femme battue par son mari, qui s'évanouit lorsque le couteau se brise sur la peau de Superman ; le sauvetage de Lois Lane (qui a également fait ses débuts dans ce numéro) d'un gangster qui l'a enlevée après qu'elle ai repoussé ses avances dans une boîte de nuit, ce qui conduit à la scène de la couverture avec la voiture ; et d'aller à Washington, DC, au lieu de l'Amérique du Sud, pour "remuer les journaux" comme son éditeur veut enquêter sur un Sénateur qu'il soupçonne d'être corrompu, et provoque sa confession en sautant autour de grands bâtiments avec l'homme terrifié, ce qui nous amène au prochain numéro. Pendant tout ce temps, Clark tente de garder Superman hors des journaux.

### Réimpressions
À partir du milieu des années 1970, DC réédite plusieurs de ses bandes dessinées les plus populaires de l'Âge d'Or dans sa « Famous First Editions », y compris l'Action Comics n°1, publié en 1974. Ces reproductions étaient de très grande taille, environ le double de la taille des éditions originales, et ont eu une couverture cartonnée. L'intérieur, cependant, était l'exacte reproduction de la bande dessinée originale, jusqu'aux publicités. En conséquence, le Overstreet Comic Book Price Guide a, depuis les années 1970, publié un avertissement informant que des tentatives ont été faites pour faire passer la réimpression, dépouillée de sa couverture cartonnée, comme un vrai n°1. Toutefois, le Guide ne cite aucun cas réel,.
DC réimprime Action Comics n°1 en 1988 lors de la célébration du 50e anniversaire de Superman cette même année. Cette édition réimprime seulement l'histoire de Superman, avec un prix de couverture de 50¢ américain.
Le numéro complet fut réimprimé en 1998 avec une demi-couverture supplémentaire présentant le timbre commémoratif de Superman du U.S. Postal Service. Il fut vendu par le Service Postal américain, emballé sous vide, au prix de 7.95 $.
Le numéro fut réimprimé en 2000 dans le cadre des Millennium Edition de DC Comics, série qui réimprime les numéros les plus célèbres de l'éditeur.
Les réimpressions de 1988, 1998 et 2000 furent publiées selon la taille standard de la période 1988–2000, et non la taille plus large utilisée par Action Comics en 1938.

### The New 52
Au début de 2011, DC Comics a annoncé des plans pour le redémarrage et la réinitialisation de 52 de ses titres, surnommé The New 52 (Renaissance DC en français). Cela inclut la fin de la numérotation d'origine, débutée 73 ans plus tôt, avec l'Action Comics n°904, en octobre 2011 (en vente le 24 août 2011). Le premier numéro d'Action Comics volume 2, avec une couverture datée de novembre 2011, est mis en vente le 7 septembre 2011.
La version d'Action Comics n°1 des New 52 a connu cinq impressions. La cinquième impression, qui fut en vente le 28 mars 2012 avec une couverture datée de Mai 2012, ne fait aucune mention à la date de couverture d'origine de Novembre 2011.

### DC Rebirth
En 2016, dans le cadre de la relance DC Rebirth, l'éditeur DC restaura la numérotation originale d'Action Comics, éditant l'Action Comics vol.1 n°957 après l'Action Comics vol.2 n°52. Par la suite, une affiche commémorative célébrant les 1000 numéros d'Action Comics a été publiée en 2018, listant avec un effet rétroactif tous les numéros d'Action Comics vol.2 des New 52  avec leurs numéros cumulés. En conséquence, l'Action Comics vol.2 n°1 est maintenant considéré comme l'Action Comics vol.1 n°905.

## Objet de collection
Le Comics Buyer's Guide a estimé en 2012 que seulement 50 à 100 exemplaires originaux de Action Comics n°1 existent.
Action Comics n°1 a réalisé plusieurs records de ventes pour une bande dessinée américaine. Le 22 février 2010, une copie de Action Comics n°1 notée 8.0 par la CCG fut vendue à une vente aux enchères pour 1 million de dollars US, devenant la première bande dessinée américaine à un million de dollars. La vente, par un vendeur anonyme à un acheteur anonyme, a été réalisée par l'intermédiaire de la société des ventes ComicConnect.com basée à Manhattan. Le 29 mars 2010, ComicConnect.com vendit une autre copie pour 1,5 million de dollars, faisant d'elle la plus chère et la plus précieuse des bandes dessinées de tous les temps. L'exemplaire vendu est la troisième copie ayant la note la plus élevée de CCG et qui s'élève à 8,5 VF+.
En 2011, il y avait six copies connues notées par la Comic Guaranty LLC (CGC) avec des notes supérieures à VG (CCG 4.0), et un seul numéro ayant la note VF/NM (CCG 9.0) à l'époque. L'éditeur de EC Comics et Mad, William Gaines, dont le père était également un éditeur de bandes dessinées et entretenait des relations d'affaires avec DC Comics à l'époque où Action Comics n°1 a été publié, a affirmé dans une interview pour le Comics Journal qu'il y avait à un moment des dizaines d'exemplaires du numéro partout dans sa maison, mais ils ont été probablement tous jetés,. Une autre copie, notée CCG 5 ("Très Bon/Bien"), a été découverte en juillet 2010 par une famille à la suite de la saisie immobilière de leur maison, pendant l'emballage de leurs biens. ComicConnect.com a estimé que la bande dessinée pouvait se vendre jusqu'à 250 000 $, une fois mise aux enchères, permettant de sauver la maison de la famille.
Une copie a été volée chez l'acteur américain Nicolas Cage, un collectionneur passionné de bande dessinée, en 2000. En Mars 2011, il a été retrouvé dans un placard de rangement dans la Vallée de San Fernando et a été vérifiée par la ComicConnect.com pour s'assurer que la copie était bien celle qui lui avait été vendue. Cage avait déjà reçu un paiement de l'assurance pour l'objet. Une copie qui fut vendue pour 2,16 millions de dollars le 30 novembre 2011 par ComicConnect.com est censé avoir été cet exemplaire, signalé comme volé en 2000 et récupéré en 2011. Le Hollywood Reportera mentionné dans son numéro du 23 mars 2012 qu'un film était en développement basé sur le vol de la copie de Nicolas Cage et serait intitulé Action N°1. Le scénario a été écrit par les créateurs de Reno 911!, Robert Ben Garant et Thomas Lennon et fut vendu à Lionsgate. Ils le produiront avec Peter Principato et Paul Young.

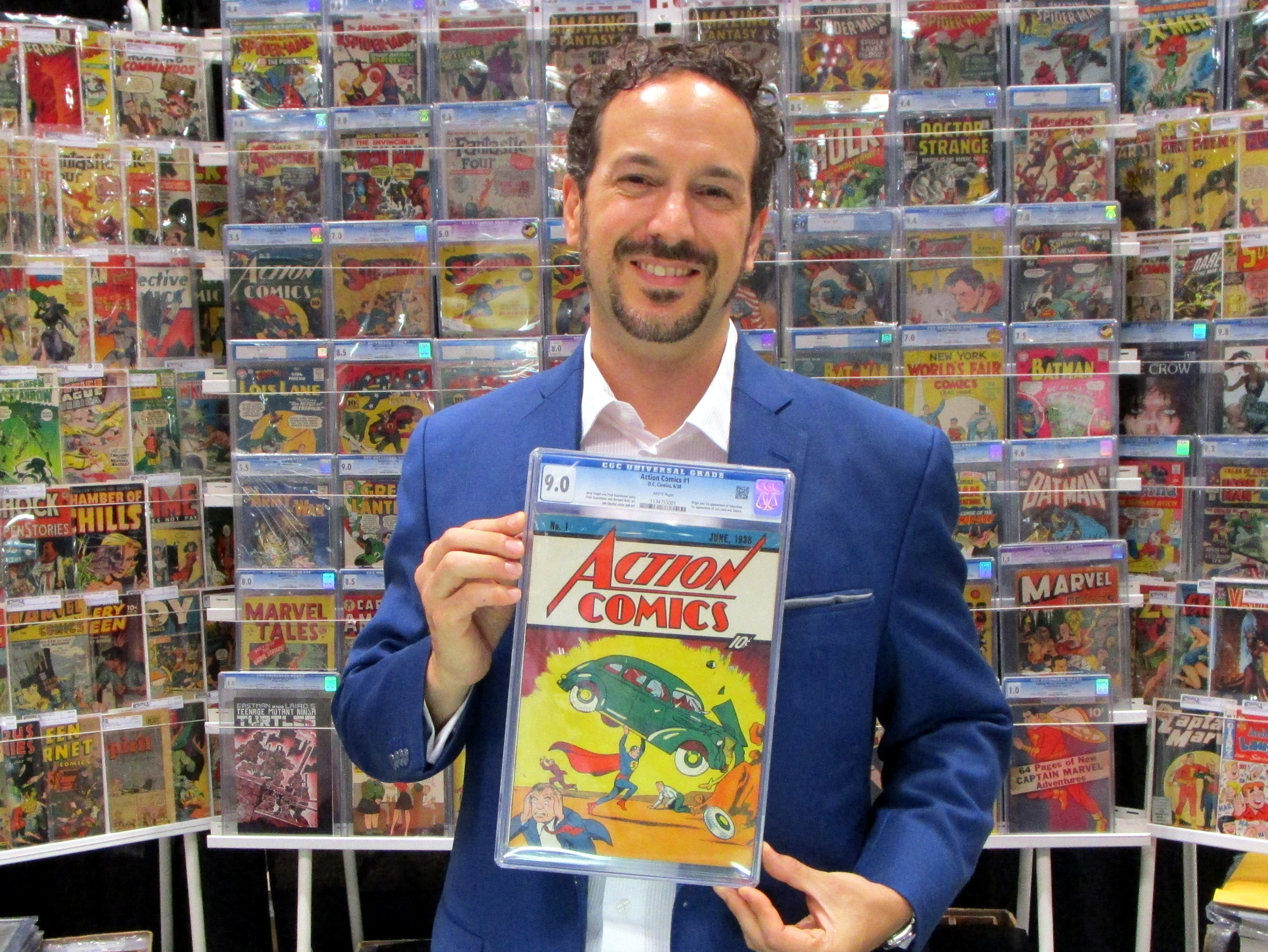
En 2014, à la New York Comic Con, Vincent Zurzolo de Metropolis Collectibles présente la copie notée 9.0 par CCG dAction Comics n°1, pour laquelle sa société a versé une somme de 3,2 millions de dollars (USD).

Une copie notée 9.0 par CGC, avec des pages blanches (non jaunies par le temps), a été vendue aux enchères lors d'une vente sur eBay en août 2014. Le vendeur Darren Adams, le propriétaire d'un magasin de bandes dessinées à Federal Way, Washington, avait acheté le numéro lors de la succession d'un homme qui l'avait acheté à l'origine dans un kiosque à journaux lors de sa sortie en 1938. L'acheteur original a vécu en haute altitude en Virginie-Occidentale et avait stocké la bande dessinée dans une pile avec d'autres, ce qui a fourni les conditions optimales, "frais, sec et sombre", qui permettent à une bande dessinée de bien vieillir, selon Adams. La bande dessinée a changé de mains deux fois avant la vente aux enchères ; vendue pour la première fois dans le cadre d'une vente immobilière lorsque l'acheteur original est mort, quarante ans après sa publication, puis à une troisième personne qui la détient pendant une trentaine d'années. Quelques années avant la vente aux enchères, Adams a été contacté par cette troisième personne, et ayant vu l'état parfait de la bande dessinée, l'a acheté pour une "somme à sept chiffres". Il a détenu la bande dessinée pendant quelques années avant de se décider à la vendre, ayant gardé son existence secrète, il rejeta même une proposition d'achat direct d'un montant de 3 millions de $. Pour sa décision de vendre, il a opté pour l'utilisation d'eBay à la place d'une maison de ventes aux enchères spécialisée comme Heritage House, croyant que le site de vente aux enchères pourrait atteindre un public plus large et était un meilleur choix vu la nature populaire de l'objet. Après des discussions avec le site, Adams et eBay ont également prit des dispositions pour faire don de 1% de la vente à la Christopher & Dana Reeve Foundation, en souvenir du rôle de Christopher Reeve dans les films Superman. L'enchère prit fin le 24 août 2014 et la vente atteint 3,2 millions de dollars,. Ce fut la somme la plus élevée jamais payée pour un seul numéro de bande dessinée américaine. Les acheteurs sont Vincent Zurzolo et Stephen Fishler, les propriétaires de Metropolis Collectibles ; Zurzolo s'attend à ce que la valeur du comic, proche de la perfection, continue d'augmenter avec le temps.
En 2022 puis en 2024, la vente aux enchères d'un nouvel exemplaire bat à nouveau le record. Il est vendu respectivement pour 5,3 millions de dollars puis 6 millions $. Sa rareté explique un tel prix : la CGC n'a certifié que 78 exemplaires.
Ventes :
| Note CGC | Prix de vente   | Année |
| -------- | --------------- | ----- |
| 8.5      | 1,5 million $   | 2010  |
| 9        | 2,1 millions $  | 2011  |
| 9        | 3,2 millions $  | 2014  |
| 8.5      | 3,25 millions $ | 2021  |
| 6        | 3,4 millions $  | 2022  |
| 8        | 5,3 millions $  | 2022  |
| 3        | 1,5 million $   | 2023  |
| 8.5      | 6 millions $    | 2024  |